# Pompeo Targone

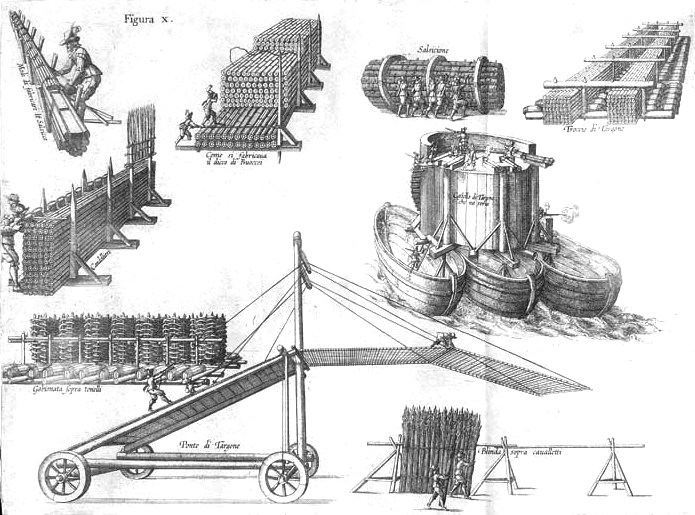
Macchine per l'Assedio di Ostenda sviluppate da Pompeo Targone e da G. Gamurini. Disegno di P. Giustiniano, Delle guerre di Fiandra libro VI, Anversa, 1609.

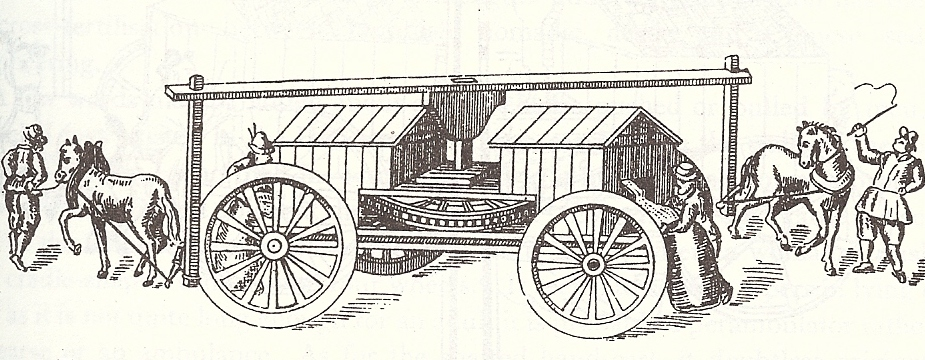
Mulino da campo progettato da Pompeo Targone per il trattato di Vittorio Zonca del 1607.

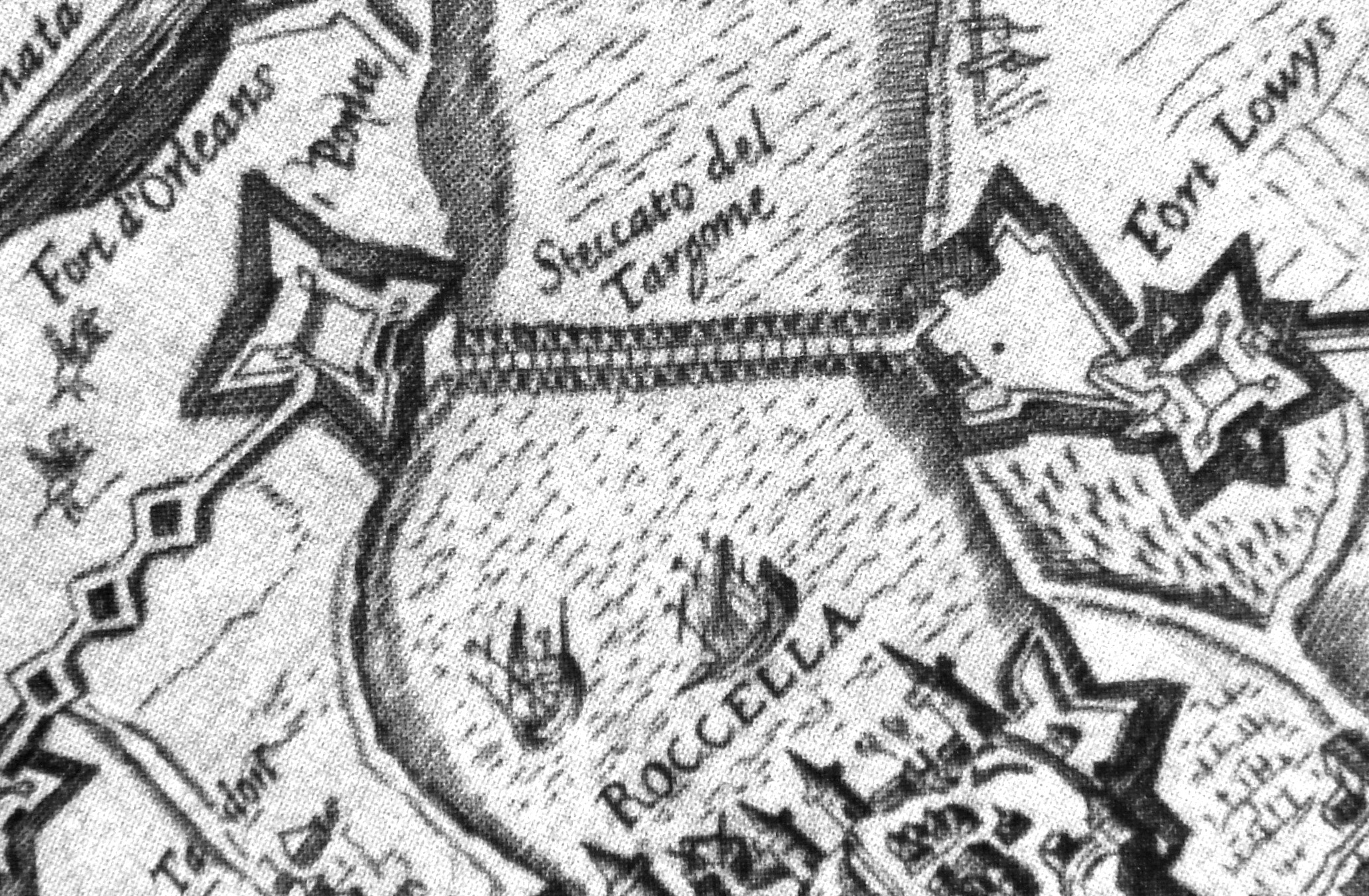
Muro marino costruito da Pompeo Targone per l'Assedio di La Rochelle, 1627.

Pompeo Targone (Roma, 12 ottobre 1575 – Milano, 1630) è stato un ingegnere italiano.

## Biografia
Postosi al servizio di Ambrogio Spinola, egli ebbe un ruolo rilevante nell'Assedio di Ostenda (1604), nell'Assedio di La Rochelle (1627-1628) ed in generale nelle guerre contro gli ugonotti, aiutando significativamente l'esercito francese grazie alle proprie macchine militari ed alle strategie belliche. Targone, proprio nell'assedio di La Rochelle, propose di bloccare il canale che portava al porto di La Rochelle di modo da bloccare ogni rifornimento alla città, ma il muro marino che egli fece costruire venne rotto durante l'inverno ed il suo progetto venne successivamente ripreso dall'architetto francese  Clément Metézeau. Targone fu inoltre l'inventore del mulino da campo, un pratico sistema "da battaglia" per produrre farina adatta alla produzione del pane per le truppe direttamente sul campo di battaglia. Tale invenzione venne illustrata per la prima volta nel trattato sulle arti meccaniche di Vittorio Zonca.